# Estació de Calais-Ville
L'estació de Calais-Ville és una estació ferroviària situada al municipi francès de Calais (al departament del Pas de Calais).
És servida pels trens del TER Nord-Pas-de-Calais (de Boulogne-Ville a Lille-Flandres i de Calais-Ville a Dunkerque, Béthune i Amiens).
| Provinença     | Estació anterior | Línia                  | Estació següent | Destinació     |
| -------------- | ---------------- | ---------------------- | --------------- | -------------- |
| -              | Tèrminus         | TER Nord-Pas-de-Calais | Les Fontinettes | Amiens         |
| Boulogne-Ville | Les Fontinettes  | TER Nord-Pas-de-Calais | Les Fontinettes | Lille-Flandres |
| -              | Tèrminus         | TER Nord-Pas-de-Calais | Les Fontinettes | Dunkerque      |
| -              | Tèrminus         | TER Nord-Pas-de-Calais | Les Fontinettes | Arras          |